# (121725) Aphidas
(121725) Aphidas, désigné temporairement 1999 XX143, est un centaure, un petit corps glacé qui gravite autour du Soleil entre les planètes Jupiter et Neptune.

## Description
Il a été découvert le 13 décembre 1999 par l'astronome américain Carl W. Hergenrother, à l'Observatoire Fred Lawrence Whipple sur le site du Mont Hopkins, dans l'Arizona aux États-Unis. Il a une période de 76 ans et 124 jours.
Il fut nommé d'après le Centaure Aphidas. Dans la bataille qui opposa les Centaures aux Lapithes, alors qu'il dormait d’un paisible sommeil — sa main languissante tenant encore une coupe pleine — Aphidas fut tué par le javelot de Phorbas.